# Układ regulacji z modelem
Układ regulacji z modelem (lub układ regulacji z modelem obiektu, ang. model-reference control system) – w teorii sterowania to układ, w którym w celu wygenerowania sygnałów sterujących porównywane są wyjścia (ustalana jest też ich różnica) z modelu odniesienia (obiektu) i z samego obiektu.
Układy regulacji z modelem obiektu projektuje się w przypadku gdy zachodzi potrzeba uzyskania zadowalającego sterowania w trudnych przypadkach, gdy występują nieliniowości i zmiany parametrów w czasie.
Sterowanie w takim układzie wymaga więc wyspecyfikowania modelu układu, który wiąże jego wejścia z jego wyjściami. Model taki nie musi być urządzeniem typu hardware, wystarczy model matematyczny symulujący układ rzeczywisty na komputerze. Oczekuje się, że rzeczywisty układ będzie zbieżny z przyjętym modelem układu. Problem projektowy polega zwykle na tym by dokonać syntezy regulatora tak by zawsze generował on sygnał sterujący, który wymusza stan rzeczywistego układu zbieżny ze stanem modelu.
Układ regulacji z modelem obiektu, choć może się tak wydawać, nie jest strukturą adaptacyjną, gdyż w czasie sterowania zarówno algorytm sterowania, jak i jego parametry pozostają stałe mimo zmian parametrów procesu i/lub zakłóceń. Układ regulacji z modelem można sprowadzić do zwykłego układu regulacji ze swego rodzaju filtrem wejściowym.
Układy z modelem wykazują podobne własności do regulatorów adaptacyjnych, ale osiąga się je w prostszym układzie. Zwykle można dzięki nim uzyskać bardzo dobre tłumienie zakłóceń. Wykazują też wysoką odporność na perturbacje występujące w sterowanym obiekcie.
Możliwe są różne konfiguracje układu regulacji z modelem. W kontekście tym mówi się więc o następujących sposobach sterowania: 
- MFC (Model Following Control)
- MFCD (Model Following Control with time Delay)
- MBC (Model Based Control)
- IMC (Internal Model Control) - sterowanie z modelem wewnętrznym.

Strukturą pokrewną do MFC jest zmodyfikowany układ regulacji automatycznej z predyktorem Smitha.